# Mellersta flygkommandot
Mellersta flygkommandot (FK M) var ett flygkommando inom svenska flygvapnet som verkade åren 1994–2000. Förbandsledningen var förlagd i Uppsala garnison i Bålsta.

## Historik
Mellersta flygkommandot var ett flygkommando inom Flygvapnet med ett ansvarsområde för luftbevakningen inom Mellersta militärområdet (Milo M). Mellersta flygkommandots historik sträcker sig tillbaka till 1957, då de så kallade luftförsvarssektorna som tillkom, genom att tio flottiljer tilldelades ansvar över elva luftförsvarssektorer. År 1981 reducerades antalet sektorer till fyra där Upplands flygflottilj (F 16) blev storsektorflottilj, med benämning F 16/Se M,  och ansvarade för luftövervakningen över mellersta Sverige.
I samband med försvarsbeslutet 1992 beslutades att de fyra luftförsvarssektorförbanden skulle upplösas och avvecklas, för istället omorganiseras till vanliga flygflottiljer. I dess ställe skulle ansvaret för luftförsvarssektorerna tilldelas tre nyinrättade flygkommandon.
Den 1 juli 1993 bildades tre nya regionala ledningsorganisationer – för norra, mellersta och södra Sverige. Med det omorganiserades luftförsvarssektorsstaben vid F 16 och bildade embryot till Mellersta flygkommandot. Till en början var staben integrerad i F 16, som benämndes F 16/FK M. Den 1 juli 1994 avskildes staben från flottiljen, och blev samtidigt ett kaderorganiserat krigsförband inom Mellersta militärområdet (Milo M). .
Åren 1993–1995 överfördes även uppgifter från Första flygeskadern (E 1) till de tre flygkommandona. Detta på grund av att försvarsbeslutet från 1992 även omfattade att Första flygeskadern skulle upplösas och avvecklas den 30 juni 1995.
Inför försvarsbeslutet 2000 föreslog regeringen i sin propositionen för riksdagen, att den taktiska nivån bör reduceras genom att fördelnings- och försvarsområdesstaber samt marinkommandon och flygkommandon skulle avvecklas. Detta för att utforma ett armétaktiskt, marintaktiskt respektive flygtaktiskt kommando vilka skulle samlokaliseras med operationsledningen. Förslaget innebar att samtliga territoriella staber skulle avvecklas, vilket bland annat innebar att de tre flygkommandostaberna upplöstes den 30 juni 2000.
I dess ställe bildades den 1 juli 2000 ett Flygvapnets taktiska kommando (FTK), vilket omfattade geografiskt sett de tre tidigare flygkommandona.

## Ingående enheter
Från den 1 juli 1994 ingick följande strids- och markflygförband i Mellersta flygkommandot.
- Upplands flygflottilj
  - 162. jaktflygdivisionen (JA 37 Viggen)
  - 163. jaktflygdivisionen (JA 37 Viggen)
  - 165. lätta attackflygdivisionen (Sk 60C)
  - Målflygdivisionen (J 32D/J 32E)
- Flygvapnets Uppsalaskolor
  - Flygvapnets flygbefälsskola
  - Flygvapnets krigshögskola
  - Flygvapnets underrättelseskola
  - Flygvapnets stridslednings- och luftbevakningsskola
- Stridsledningscentral – LFC Puman

## Heraldik och traditioner
Mellersta flygkommandot antog 1994 "Den svenske flygsoldaten" (Berg) som förbandsmarsch, vilken senare fastställdes den 13 juni 1996. Marschen har inte övertagits av något annat förband efter att flygkommandot upplöstes.

## Materiel vid förbandet
De flygplan som ingick i flygkommandot tillhörde formellt de ingående flygflottiljerna.
| Jaktflygplan - 1994–2000: JA 37 Attackflygplan - 1994–1996: Sk 60C | Telekrig- och målflygplan - 1994–1997: J 32D - 1994–1997: J 32E |

## Förbandschefer

### Kommandochefer
Förbandschefen titulerades kommandochef och hade tjänstegraden överste av första graden.

- 1994–1995: Överste 1. gr Stig Dellborg
- 1995–1997: Överste 1. gr Kjell Koserius
- 1997–1998: Överste 1. gr Bo Waldemarsson
- 1998–2000: Överste 1. gr Ulf Sveding

### Stabschefer
- 1994–1995 Öv Robert Palmgren
- 1995-1997 Öv Bo Waldemarsson
- 1997-2000 Öv Nils Ullgren

## Namn, beteckning och förläggningsort
| Mellersta flygkommandot | 1994-07-01 | – | 2000-06-30 |

| FK M | 1994-07-01 | – | 2000-06-30 |

| Uppsala garnison/Bålsta (F) | 1994-07-01 | – | 2000-06-30 |
| Tullinge flygplats (B)      | 1994-07-01 | – | ?          |
| Ärna flygplats (B)          | 1994-07-01 | – | 2000-06-30 |
| Tierp flygbas (B)           | 1994-07-01 | – | 2000-06-30 |
| Rommehed flygplats (B)      | 1994-07-01 | – | 2000-06-30 |
| Visby flygplats (B)         | 1994-07-01 | – | 2000-06-30 |
| Kjula flygbas (B)           | 1994-07-01 | – | 2000-06-30 |
| Gimo flygbas (B)            | 1994-07-01 | – | 2000-06-30 |
| Malmby flygbas (B)          | 1994-07-01 | – | 2000-06-30 |
| Malmens flygplats (B)       | 1994-07-01 | – | 2000-06-30 |
| Bråvalla flygplats (B)      | 1994-07-01 | – | 2000-06-30 |